# Смілянська вулиця (Київ)
Сміля́нська ву́лиця — вулиця в Солом'янському районі м. Києва, місцевість Чоколівка. Пролягає від вулиці Святослава Хороброго до вулиці Ушинського.
До Смілянської вулиці прилучаються проспект Повітряних Сил, вулиці Володимира Сікевича, Максима Левіна та Волинська.

## Історія
Вулиця виникла у 10-х роках XX століття. Мала назву Озерна. Однак вулиця в ті часи була набагато коротшою, аніж тепер і принаймні до кінця 1940-х вона існувала саме в первісних розмірах. Згодом набула сучасного вигляду та розмірів. Сучасна назва — з 1955 року.
Сучасна забудова вулиці почалася у 1950-х роках. Основною забудовою вулиці є збудовані на межі 1950-60-х років типові п'ятиповерхові хрущовки. Будинок № 8 (9-поверховий) споруджений наприкінці 1980-х років. Будинок № 19 — 9-поверхівка малосімейного типу. Будинки № 10/31 та № 15 споруджені вже у 2000-х роках.
Парний бік між вулицями Володимира Сікевича та Волинською — промислова забудова.

## Важливі установи
- Відділення зв'язку № 151 (буд. № 3)
- Державна податкова адміністрація Солом'янського району (буд. № 6)
- Науково-методичний центр агроосвіти Міністерства аграрної політики України (буд. № 11)
- Школа-дитячий садок «Слов'яночка» (буд. № 13-А)